# Members Only (группа)
Members Only — американский хип-хоп-коллектив, образованный в округе Брауард, штат Флорида в 2014 году. Он тесно связан с Very Rare и члены обоих коллективов называют себя VR All-Stars. Members Only изначально являлся дуэтом XXXTentacion и Ski Mask The Slump God, образованный после их знакомства в центре содержания несовершеннолетних правонарушителей. После выхода четвёртого альбома Members Only, Vol. 4, коллектив объявил бессрочный перерыв, а некоторые из его наиболее выдающихся участников, такие как Craig Xen and Wifisfuneral, покинули группу.

## Участники

### Текущие участники
- Ski Mask the Slump God (2014-н. в.)[3]
- Bass Santana (2015-н. в.)[4]
- Kid Trunks (2015-н. в.)[5]
- Kin$oul (2015-н. в.)[5]
- Bhris (2015-н. в.)[6]
- PRXZ (2015-н. в.)[7][8]
- Robb Banks (2016-н. в.)[9]
- DJ Scheme (2016-н. в.)[10]
- Kidway (2017-н. в.)[11]
- Ikabod Veins (2017-н. в.)[12][13]
- SB (2015-н. в.)[14]

### Бывшие участники
- XXXTentacion (2014—2018)
- Wifisfuneral (2015—2017)[15][16]
- Fukkit (2015—2017)[17]
- Craig Xen (2015—2019)[18][19]
- Khaed (2015—2018)[20]
- Cooliecut (2017—2019)[21]

## Дискография

### Студийные альбомы
| Название             | Детали                                                  | Высшая позиция в чартах | Высшая позиция в чартах | Высшая позиция в чартах | Высшая позиция в чартах | Высшая позиция в чартах | Высшая позиция в чартах | Высшая позиция в чартах | Высшая позиция в чартах | Высшая позиция в чартах | Высшая позиция в чартах |
| Название             | Детали                                                  | US                      | US R&B /HH              | CAN                     | DEN                     | NLD                     | FIN                     | FRA                     | NOR                     | NZ                      | SWI                     |
| -------------------- | ------------------------------------------------------- | ----------------------- | ----------------------- | ----------------------- | ----------------------- | ----------------------- | ----------------------- | ----------------------- | ----------------------- | ----------------------- | ----------------------- |
| Members Only, Vol. 4 | - Релиз: 23 января 2019 - Формат: LP, цифровая загрузка | 18                      | 11                      | 15                      | 25                      | 39                      | 48                      | 100                     | 32                      | 29                      | 71                      |

### Микстейпы
| Название             | Детали                                                                               | Высшая позиция в чартах | Высшая позиция в чартах | Высшая позиция в чартах |
| Название             | Детали                                                                               | US Comp.                | BEL (Vl)                | NLD                     |
| -------------------- | ------------------------------------------------------------------------------------ | ----------------------- | ----------------------- | ----------------------- |
| Members Only, Vol. 2 | - Релиз: 23 октября 2015 - Лейбл: Вне лейбла - Формат: Цифровая загрузка             | —                       | —                       | —                       |
| Members Only, Vol. 3 | - Релиз: 26 июня 2017 - Лейбл: Bad Vibes Forever, Empire - Формат: Цифровая загрузка | 17                      | 96                      | 127                     |

### Мини-альбомы
| Название                                                     | Детали                                                                  |
| ------------------------------------------------------------ | ----------------------------------------------------------------------- |
| Members Only, Vol. 1 (XXXTENTACION & Ski Mask the Slump God) | - Релиз: 20 апреля 2015 - Лейбл: Вне лейбла - Формат: Цифровая загрузка |

### Синглы
| Название | Детали                                                                   |
| --- | ------------------------------------------------------------------------ |
| «Imposter» (при участии Kid Trunks, Flyboy Tarantino, TankHead666, Cooliecut, Kin$oul, & Bass Santana; Спродюсирован PRXZ & RayAyy) | - Релиз: 17 августа 2017 - Лейбл: Вне лейбла - Формат: Цифровая загрузка |